# 池田栄三郎
池田 栄三郎（いけだ えいざぶろう、1915年（大正4年）3月25日 - 1999年（平成11年）11月15日）は、昭和から平成時代の政治家。奈良県磯城郡大三輪町長、桜井市長。雅号に黙々子。

## 経歴
奈良県出身。1934年（昭和9年）大阪商科大学予科中退。米穀商を営む。
1955年（昭和30年）から大三輪町長2期を経て、1967年（昭和42年）以来、桜井市長に6選した。1991年（平成3年）引退。この間、全国市長会副会長を務めた。

## 栄典
勲章等
- 1987年（昭和62年） - 勲三等旭日中綬章[2]